# Tónica (bebida)
El agua tónica, o simplemente tónica, es un refresco carbonatado aromatizado con quinina. La quinina es un alcaloide que se extrae de la corteza del árbol de la quina y tiene propiedades tónicas digestivas y nerviosas (de ahí el nombre de la bebida), antipiréticas, analgésicas y antimalaria. En algunos países hispanoamericanos recibe el nombre de aguaquina o agua quinada.

## Historia
Como bebida precursora a la tónica que se consume en la actualidad, está el agua carbonatada. En 1783, Johann Jacob Schweppe, un relojero alemán, inventa en Ginebra la primera agua carbonatada. En un principio se comercializó como producto medicinal para tratar indisposiciones digestivas y tuvo cierto éxito. En 1790 creó en Londres la primera fábrica junto con unos socios británicos. Con el paso del tiempo, las bebidas carbonatadas aumentaron su aceptación. Jacob Schweppe falleció en 1821, pero sus sucesores continuaron innovando el producto. En 1835 lanzaron el primer refresco carbonatado de limón del mundo y habría que esperar casi 100 años más para que llegara el de naranja. La gran aceptación de los productos entre la nobleza británica hizo que se pusiera muy de moda. 
El inglés William Cunnington, estando en la India por motivo de unas exploraciones geológicas a fines del siglo XIX, observó que la gente del lugar tenía un brebaje natural muy estimulante y con propiedades digestivas. Sus ingredientes principales eran extracto de Quassia amara y quinina. Al volver a Londres, elaboró un refresco con esas características y además burbujeante al hacerla una bebida gaseosa, dando inicio al luu Tonic Cunnington (Tónico Indio Cunnington). Ese fue el punto de partida que les llevó, de nuevo, a crear una bebida con orientación medicinal. El nombre viene del latín, tonĭcus, que significaba tenso. Derivó en tónico, que es algo que entona, vigoriza y por asociación a sus propiedades medicinales se le empezó a llamar agua tónica. La bebida surgió al añadir quinina al agua carbonatada como medida de profilaxis contra la malaria. Su consumo inicial se limitaba a las colonias inglesas de las zonas tropicales de Asia y África, pero luego se extendió por todo el mundo.

## Composición
Originalmente, la fórmula de la tónica solo incluía agua carbonatada y quinina, con grandes proporciones de esta última, lo que provocaba un sabor muy amargo. Contaba entre sus ingredientes el ácido cítrico y azúcar para mitigar un poco el sabor amargo de la quinina. Con el paso del tiempo, la cantidad de quinina se ha reducido a cantidades insignificantes desde el punto de vista médico, debido a los efectos secundarios que tienen altas dosis de esta sustancia, por lo que ahora se usa solo en cantidades equivalentes a cinco milésimas partes de la dosis terapéutica y únicamente por su sabor.
Aparte de las versiones estándar de la bebida, también se venden versiones sin azúcar o aromatizadas con limón (limón amargo) o lima (lima amarga). Recientemente se han añadido otros aromas, como el de yuzu, cítrico delicadamente aromático de origen japonés, bajo la marca QYUZU. 
La bebida brilla bajo luz ultravioleta («luz negra») por la fluorescencia natural del sulfato de quinina presente en esta.

### Contenido de quinina

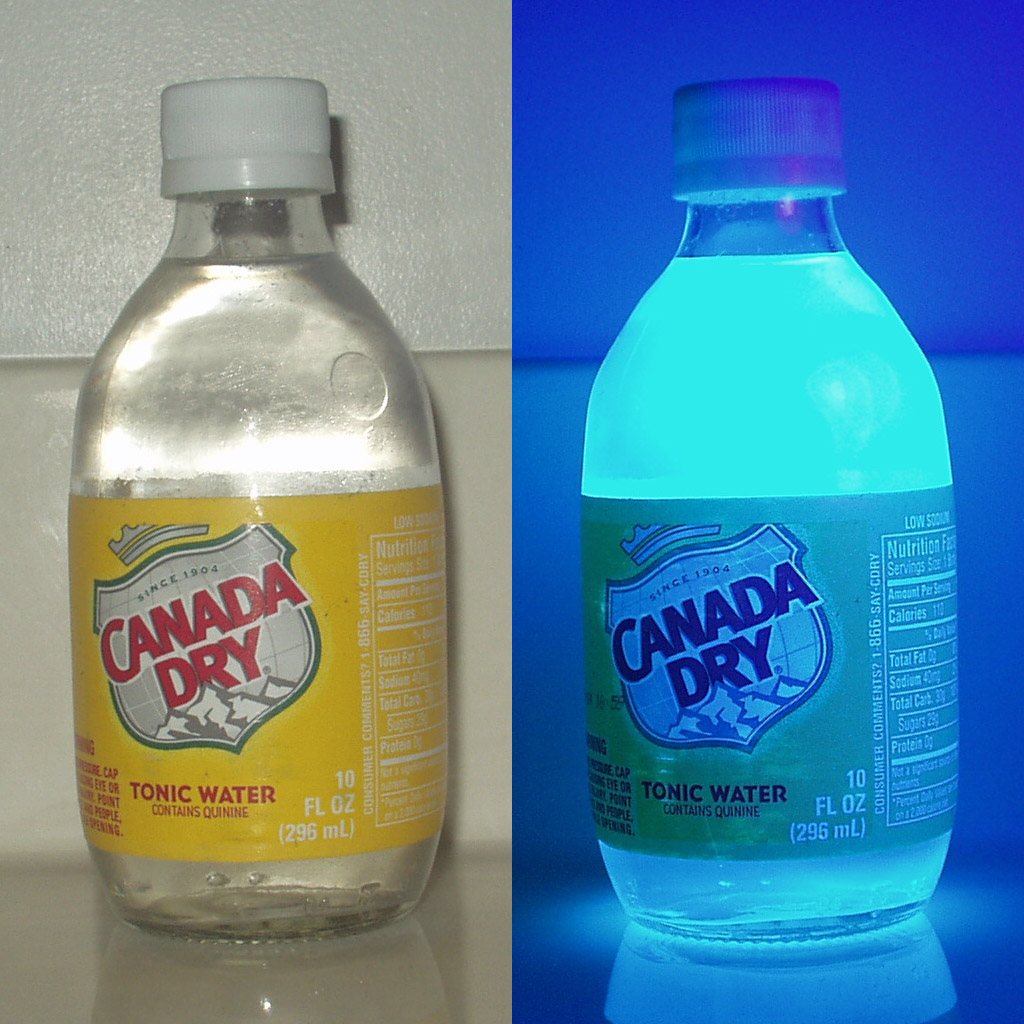
La quinina del agua tónica resplandece (fluorescencia turquesa) cuando la bebida es alumbrada con luz negra (emisión ultravioleta A o luz de Wood).

Originalmente, el agua tónica medicinal sólo contenía agua carbonatada y una gran cantidad de quinina; la mayoría de las aguas tónicas modernas contienen comparativamente menos quinina, y a menudo son realzadas con sabores cítricos. Como resultado del menor contenido de quinina, el agua tónica es menos amarga, y también suele estar endulzada, a menudo con la adición de jarabe de maíz de alta fructosa o azúcar. Algunos fabricantes producen asimismo agua tónica dietética, la cual puede contener edulcorantes artificiales, como el aspartamo. El agua tónica de estilo tradicional, con poco más que quinina y agua carbonatada, es menos común, pero puede ser preferida por quienes desean el sabor amargo.
En Estados Unidos, la Administración de Alimentos y Medicamentos (FDA) limita el contenido de quinina en el agua tónica a 83 ppm (83 mg por litro), mientras que la dosis terapéutica diaria de quinina está en el rango de 500-1000 mg, y de 10 mg/kg cada ocho horas para la prevención eficaz de la malaria (2100 mg diarios para un adulto de 70 kilogramo (154,3 lb)). A menudo se recomienda como alivio para los calambres de las piernas, pero las investigaciones médicas sugieren que es necesario tener cierto cuidado al controlar las dosis. Debido a los riesgos de la quinina, la FDA advierte a los consumidores contra el uso de medicamentos de quinina «fuera de etiqueta» para tratar los calambres en las piernas.
En la Unión Europea la presencia de quinina se debe de indicar explícitamente en el etiquetado y además existe un límite máximo de 100 mg/kg tanto en aguas tónicas como en cualquier otra bebida no alcohólica o alcohólica.   

## Uso
La tónica es usada con frecuencia en una bebida llamada gin tonic, que es una mezcla de ginebra, limón y agua tónica. También suele consumirse mezclada con whisky (principalmente el escocés).

## Efectos adversos
Se sabe que el agua tónica provoca erupciones fijas, que es un tipo de reacción cutánea a fármacos, debido al contenido de quinina. Varias revistas científicas han informado de que la ingesta repetida de agua tónica puede causar erupciones fijas de gravedad variable, y una de ellas informa de la aparición del síndrome de Stevens-Johnson. Los casos de erupciones fijas se observaron después de que los pacientes bebieran agua tónica, sola o mezclada con ginebra. Entre los síntomas de las erupciones fijas figuran máculas pigmentadas, fiebre alta, placas eritematosas y bullas. Hay una mayor probabilidad de reacción si alguien tiene un ritmo cardíaco anormal o un nivel bajo de azúcar en la sangre, está embarazada o padece una enfermedad renal o hepática.
En la Unión Europea la Autoridad Europea de Seguridad Alimentaria EFSA evaluó la seguridad de la presencia de quinina como saborizante o aroma en bebidas en 2015 en su dictamen "Scientific Opinion on Flavouring Group Evaluation 35, Revision 1 (FGE.35Rev1): Three quinine salts from the Priority list from chemical group 30" indicando que "no se espera que las sales de quinina sean un problema de seguridad en su nivel estimado de ingesta como sustancias aromatizantes, siempre que se eviten reacciones de hipersensibilidad mediante el etiquetado legalmente requerido de las bebidas que contienen quinina. El Panel observó que una ingesta muy elevada (por ejemplo, más de 1 litro) de bebidas no alcohólicas que contengan quinina o sus sales al nivel máximo permitido podría tener efectos adversos para la salud humana".

## Curiosidades
El agua tónica o los cocteles que la contienen resplandecen con un color fluorescente azul turquesa cuando la bebida es alumbrada con emisión ultravioleta en la oscuridad (luz negra). Esto es debido a la presencia de la quinina.
En 2015 en Uruguay fue creada la versión del agua tónica en polvo. 

## 'Agua de Inglaterra'

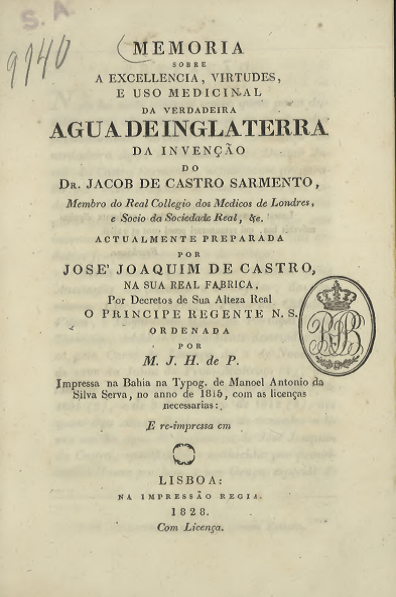
Portada de la reimpresión de 1828 de un folleto de 1803 que ensalza las virtudes del Agua de Inglaterra

El 'Água de Inglaterra' en portugués (o “Agua Inglesa”) fue un ejemplo de los 'remedios secretos' que estuvieron de moda en Portugal durante el siglo XVIII. El nombre se utilizó para diversos preparados farmacéuticos producidos por varios fabricantes desde finales del siglo XVII hasta principios del XIX. Además del nombre, estos preparados tenían en común el hecho de que el principal ingrediente terapéutico era la corteza del árbol de quina, de donde se obtiene la quinina. Se pueden encontrar referencias al fármaco en todas las farmacopeas portuguesas entre 1681 y 1821.
Água de Inglaterra se utilizó para el tratamiento de la malaria, que en ese momento era endémica en varias regiones de Portugal, incluido el valle del río Sado y el río Guadiana. Fue introducida inicialmente desde Inglaterra en 1681 por el Dr. Fernando Mendes, quien “recibió un hermoso regalo de (Pedro II de Portugal) con la condición de que le revelase el secreto de su composición y lo oculte al público”. Sin embargo, la popularidad de la mezcla duró poco, ya sea porque no funcionó como se decía, o por la repentina muerte de Mendes. La medicina, que se producía mediante una infusión de corteza de quina en alcohol, fue popularizada posteriormente en la década de 1730 por Jacob de Castro Sarmento, un médico portugués que vivió en Londres alrededor de 1720. Se cree que Sarmento abandonó Portugal para poder practicar libremente la religión judía. Fue elegido miembro de la Royal Society en 1730 y fue el primer judío en obtener un Doctorado en Medicina en una universidad británica. Fue pionero en el trabajo para desarrollar una vacuna contra la viruela.
Sarmento creó una rentable red de distribución de Agua de Inglaterra en Portugal y se convirtió en una de los fármacos más consumidos en el país. Otros, incluido el sobrino de Castro Sarmento, quien afirmó que su tío había compartido la fórmula con él, produjeron sus propias versiones falsificadas. Los derechos del hijo del sobrino a este respecto fueron disputados en el Parlamento portugués en fecha tan tardía como 1821, habiendo sido previamente respaldados por el Príncipe Regente. Dos farmacéuticos de Lisboa también produjeron sus propias versiones.
Con el aislamiento de la quinina de la corteza de quina por Pierre Joseph Pelletier (1788-1842) y Joseph Bienaimé Caventou (1795-1877), pudo consumirse como sal. Esto dio como resultado que el Agua de Inglaterra perdiera la importancia que había tenido en el siglo XVIII. En Brasil se sigue produciendo y comercializando un producto a base de quinina conocido como Água Inglesa.